# Бекон
Беко́н (англ. bacon) — разновидность солёной свинины, приготовленная из различных частей свиной туши, обычно из свиной грудинки или из менее жирных отрубов спины. Бекон едят как отдельное блюдо, а также в качестве гарнира (особенно на завтрак) или используют в качестве второстепенного ингредиента для придания вкуса блюдам (например, клаб-сэндвичу). Бекон также используется для шпигования жареного мяса, особенно дичи, включая оленину и фазанов, а также может использоваться как прослойка для слоёв жареного мяса для ароматизации. 
Мясо других животных, такое как говядина, баранина, курятина, козлятина или индюшатина также может быть разрезано, законсервировано и приготовлено таким образом, чтобы быть похожим на бекон, и может даже иметь соответствующее название, например бекон из индейки. Изготовление такого мяса распространено в ареалах с преобладанием населения, исповедующего иудаизм и ислам, поскольку обе религии запрещают употребление свинины. Также существует вегетарианский бекон, изготавливаемый из сои.

## Происхождение слова
Слово происходит от древневерхненемецкого Bahho, что означает «ягодица», «ветчина» или «сторона бекона», и родственно старофранцузскому bacon. Это слово также может быть отдалённо родственно современному немецкому Bauch, что означает «живот».

## Засолка и копчение
До появления современного холодильного оборудования, консервирование свинины с помощью засолки было необходимо для длительного хранения мяса. Тем не менее, аромат, приданный мясу с помощью различных способов засолки, стал очень ценимым, и хотя засолка мяса в развитых странах в целом больше не нужна, она по-прежнему широко используется из-за вкуса и других свойств, которые она придает мясу.
Бекон засаливается замачиванием в рассоле — этот способ называется мокрым посолом, либо натиранием кристаллической солью — этот способ называется сухим посолом. В рассол для бекона добавляются отвердители, в первую очередь нитриты или нитраты, которые ускоряют отверждение и стабилизируют цвет. После засолки бекон можно вялить в течение недель или месяцев на холодном воздухе, а также коптить или варить. Свежий и вяленый бекон обычно готовят перед едой, часто на сковороде. Варёный бекон готов к употреблению, как и копчёный бекон, но их можно дополнительно подвергнуть кулинарной обработке перед едой. Различных оттенков вкуса можно добиться, используя различные виды древесины. «The Virginia Housewife» (1824), считающаяся одной из первых американских кулинарных книг, не даёт никаких намёков на то, что бекон никогда не коптили, хотя и не даёт никаких советов по ароматизации, отмечая только то, что следует проявлять осторожность, чтобы огонь не стал слишком горячим. В ранней американской истории варка и копчение бекона (как и изготовление колбасы), по-видимому, были одним из немногих процессов приготовления пищи, не разделённых по половому признаку.
Бекон отличается от другой солёной свинины используемыми частями свиной туши и упаковкой. Бекон всегда хранится в сухой упаковке, в то время, как другие виды солёной свинины могут храниться в рассоле. Исторически термины ветчина и бекон относились к разным отрубам мяса, которые были засолены или упакованы одинаково, часто вместе в одной бочке. Сегодня ветчина определяется как мясной продукт, полученный из задней части свиньи, а специальный рассол для вяления ветчины содержит большее количество сахара, чем рассол для бекона. Бекон по сравнению с ветчиной менее сладкий, хотя для аромата используются такие ингредиенты, как коричневый сахар или кленовый сироп. Бекон похож на солёное свиное сало, которое часто готовят из аналогичных отрубов, но солёную свинину никогда не коптят, и в ней гораздо больше соли.
Бекон обрабатывают для предотвращения трихинеллёза, вызываемого трихинеллами, паразитическими круглыми червями, которые могут быть уничтожены нагреванием, замораживанием, вялением или копчением. Могут быть добавлены также полифосфаты натрия, такие как трифосфат натрия, чтобы упростить нарезку продукта и уменьшить разбрызгивание жира при жарке бекона.

## Разновидности бекона
Разновидности бекона зависят от отруба, из которого они приготовлены. Для приготовления бекона используются разные отрубы в зависимости от местных предпочтений.

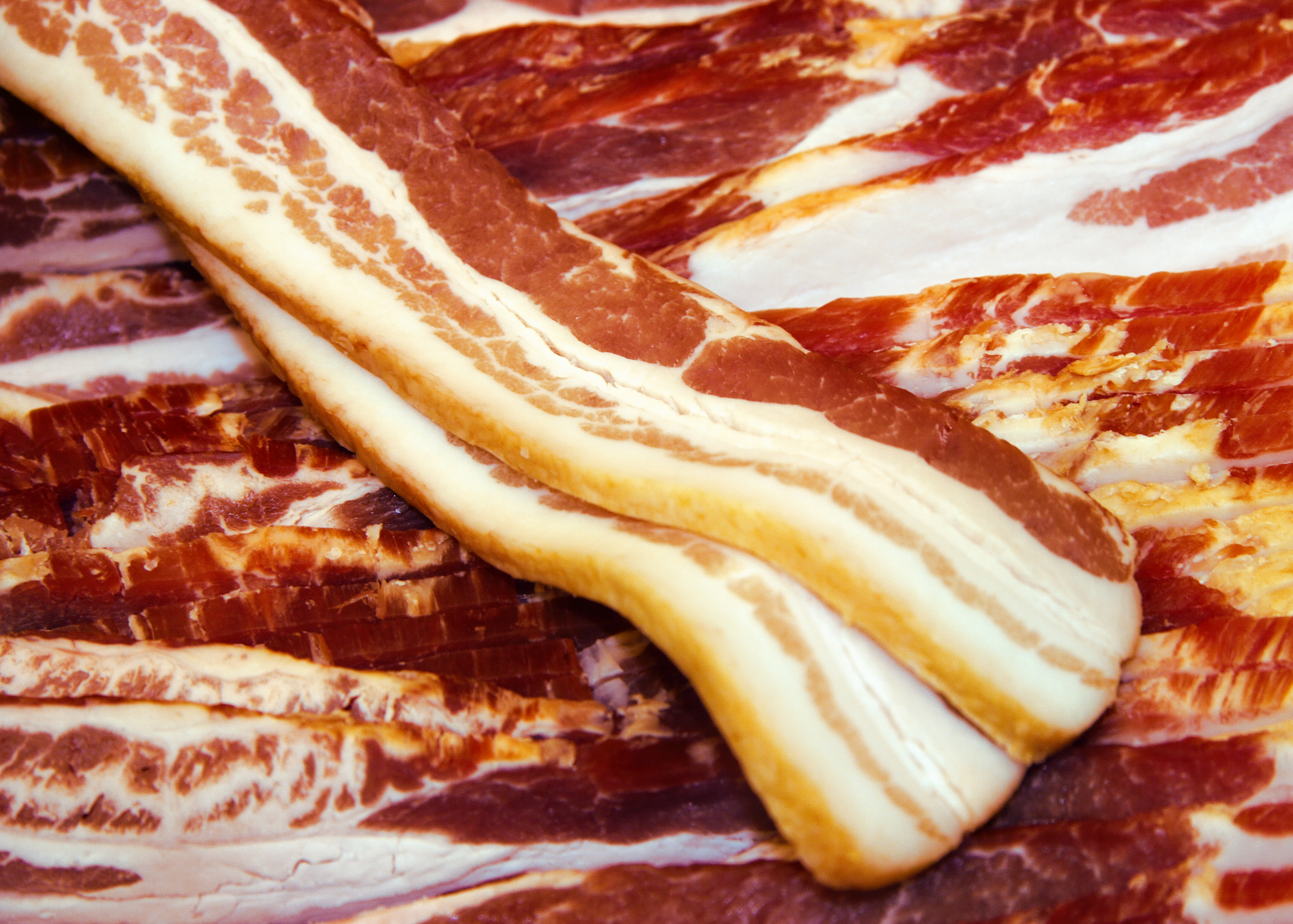
Боковой или полосатый бекон

- Боковой бекон или полосатый бекон, получают из свиной грудинки[1][10]. У него длинные чередующиеся слои жира и мяса, идущие параллельно коже[10][13]. Это самая распространённая форма бекона в США[10].
- Панчетта — это итальянская разновидность полосатого бекона, которая продается копчёной или некопчёной. Обычно после засолки его свертывают в цилиндры, и он известен своим сильным ароматом[1][10].

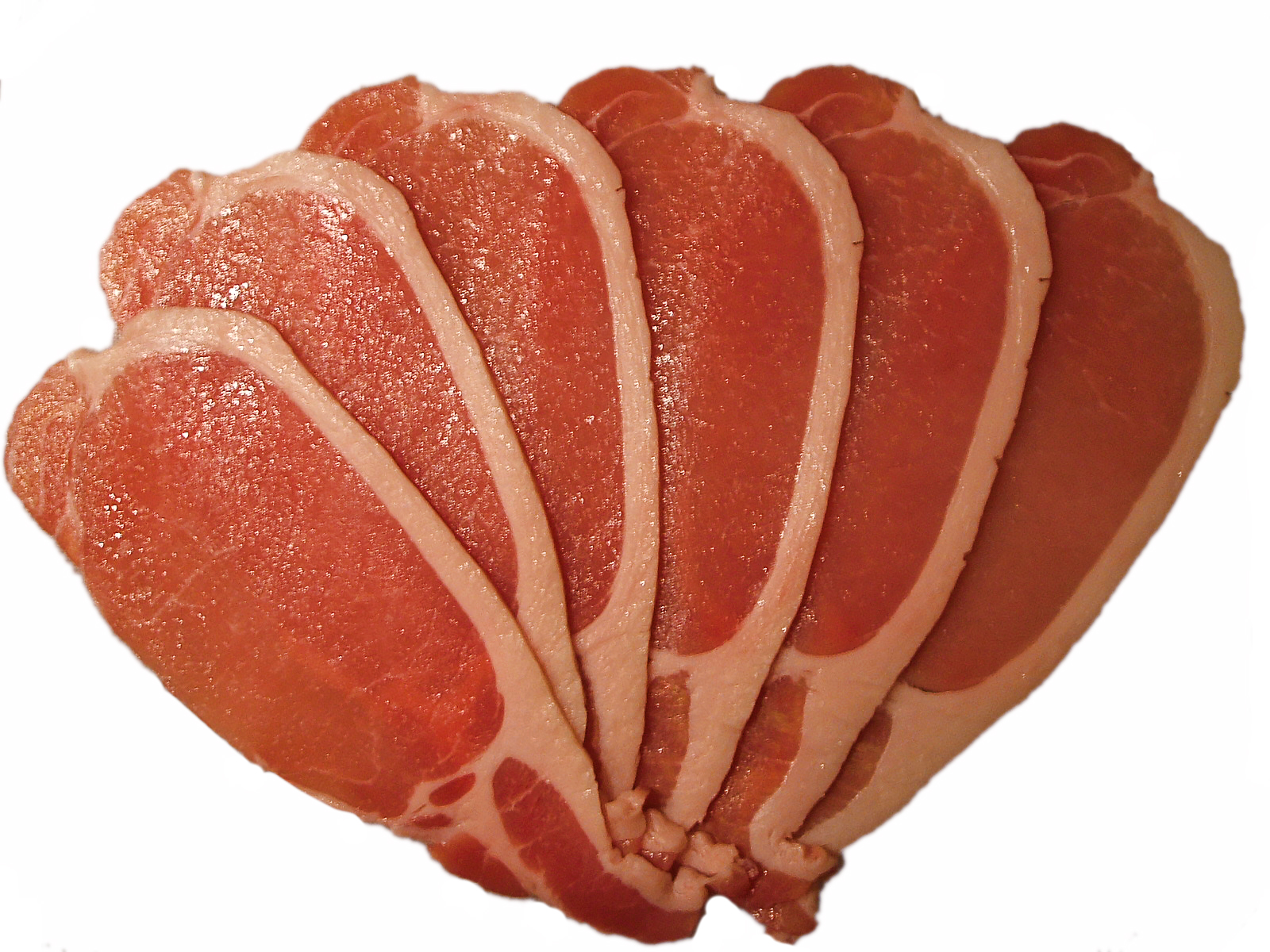
Спинной бекон

- Спинной бекон[англ.] изготавливается из отруба средней спинной части туши[10][14]. Это более постное мясо с меньшим содержанием жира по сравнению с полосатым беконом[1]. Большая часть бекона, потребляемого в Великобритании и в Ирландии — это спинной бекон[10][15].
- Шейный бекон изготавливается из постного мяса спинной части шеи возле головы[10][16].
- «Коттеджный» бекон изготавливается из нежирного мяса свиной лопатки и обычно имеет овальную форму[10].

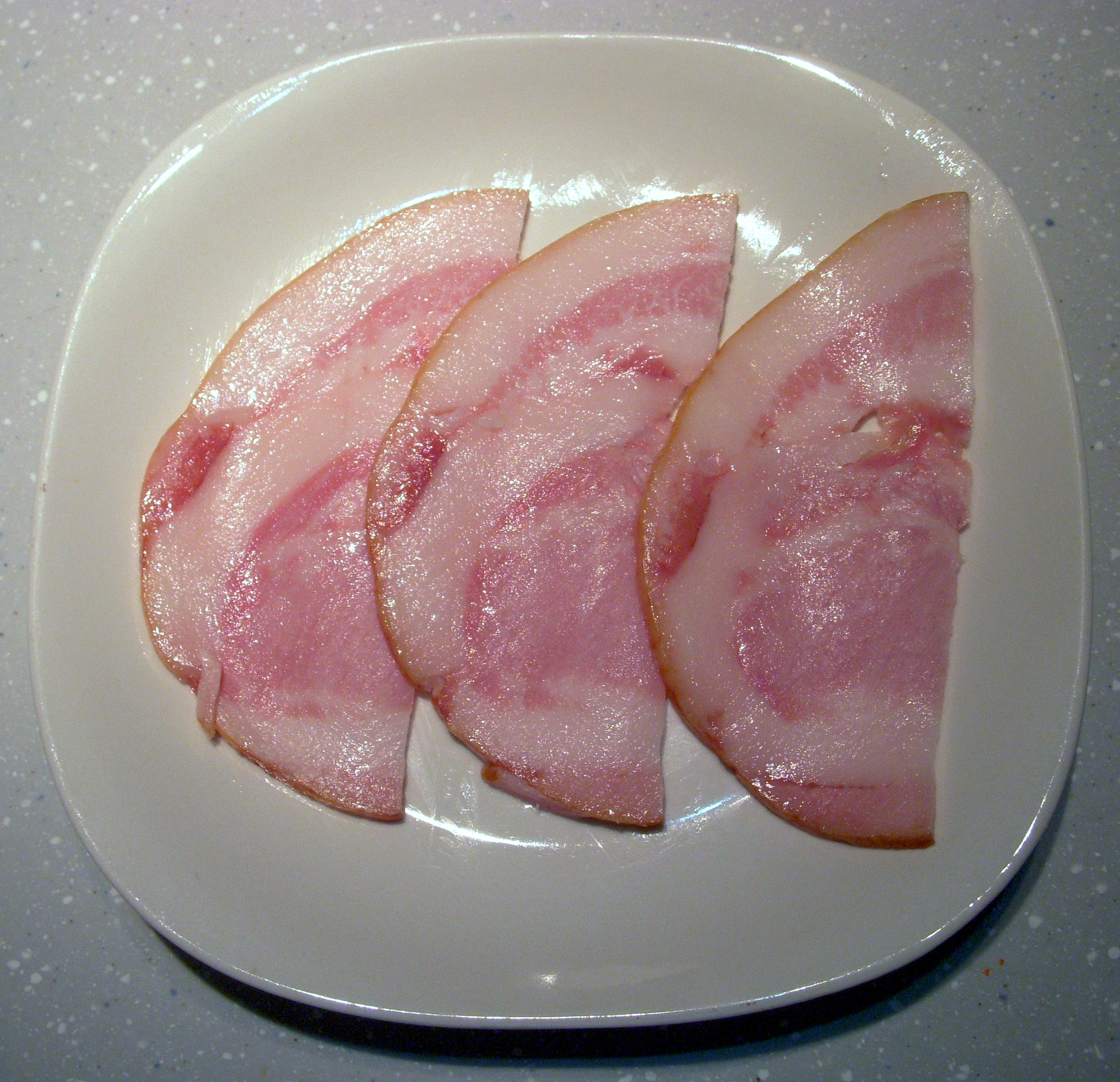
Челюстный бекон

- Челюстный бекон[англ.] — это солёные и копчёные свиные щеки[17]. Итальянская разновидность челюстного бекона — гуанчале, которая приправляется и вялится, но не коптится.

Включение кожи в различные типы бекона, известное как «корка бекона», варьируется в разных типах бекона, хотя в англоязычных странах встречается реже.

## Употребление в мире
Бекон часто подают с яйцами и сосисками как часть полного английского завтрака.

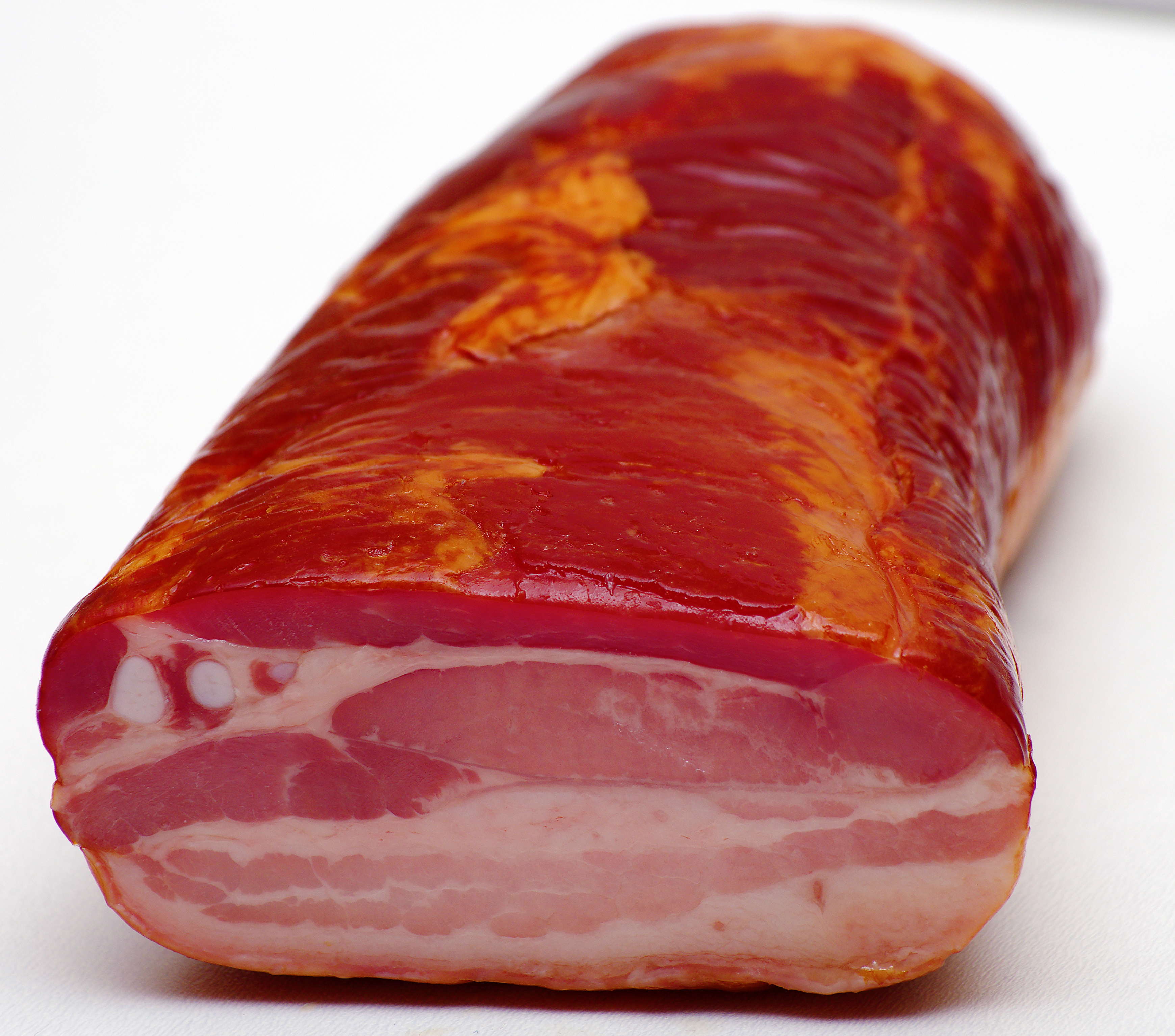
Испанский бекон (отруб)

### Австралия и Новая Зеландия
Самая распространённая форма — это средний бекон, который включает часть полосатого жирного бекона и часть спинного бекона. В ответ на растущее внимание потребителей к диетам, некоторые супермаркеты также предлагают только филейную часть. Она продается как короткорезаный бекон и обычно стоит немного дороже, чем средний бекон. Оба сорта обычно доступны без кожуры.

### Канада
В Канаде сам по себе термин «бекон» обычно относится к боковому бекону. Бекон по-канадски — это нежирный вырез из свиной корейки с небольшим окружающим жиром. Бекон с гороховой мукой — это некопчённый спинной бекон, подвергнутый мокрому посолу и посыпанный кукурузной мукой мелкого помола (исторически его посыпали молотым сушеным горохом). Он популярен в южной части Онтарио. Бекон часто едят на завтрак, например, с варёными яйцами или блинами. Кленовый сироп часто используется в качестве ароматизатора при приготовлении бекона в Канаде.

### Германия

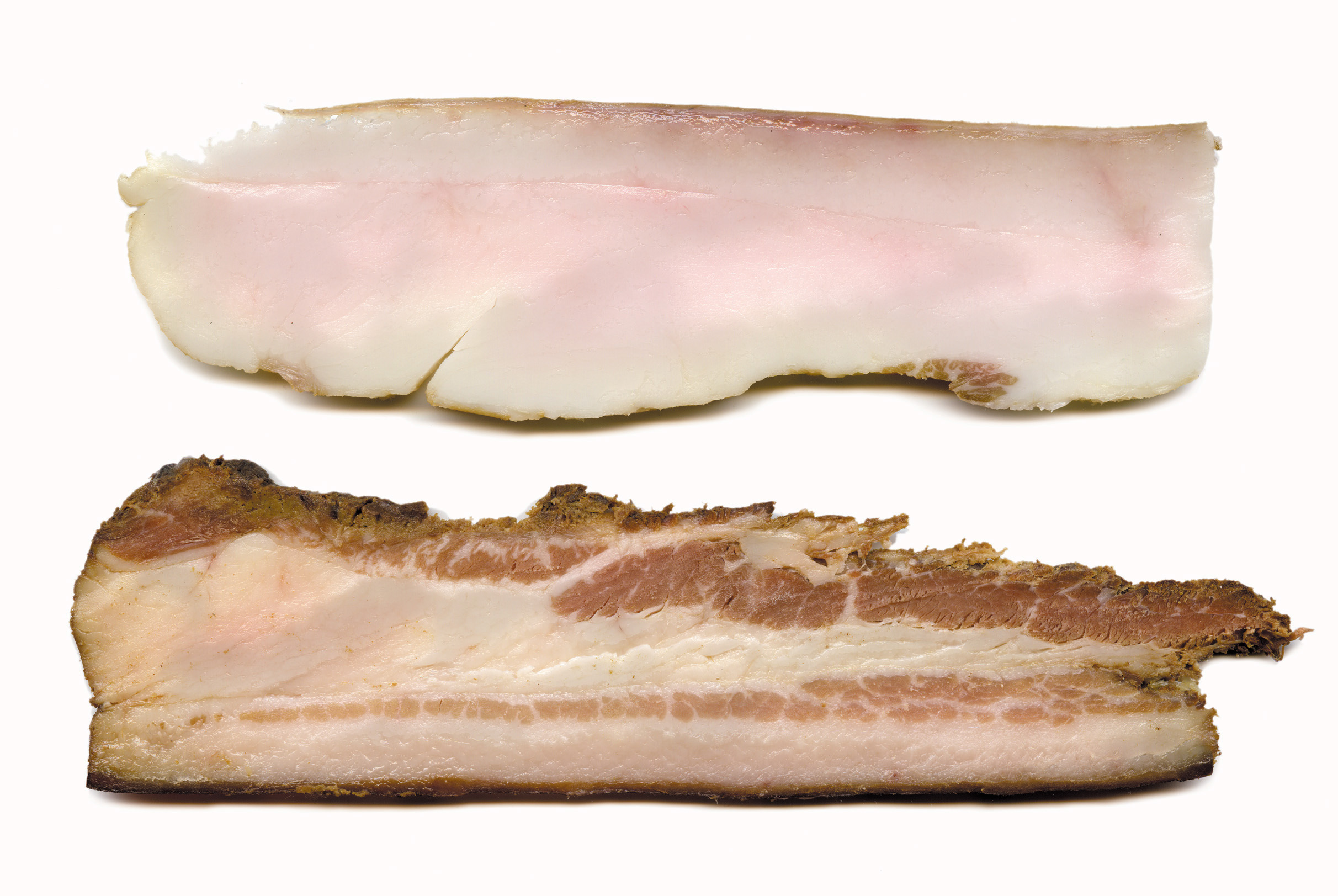
Немецкий Speck

Некоторые значения бекона совпадают с немецкоязычным термином Speck (шпик). Немцы используют термин «бекон» для обозначения Frühstücksspeck («шпик для завтрака»), то есть вяленых или копчёных ломтиков свинины. Традиционное немецкое мясное ассорти отдаёт предпочтение ветчине, однако Wammerl (свиная грудинка на гриле) остается популярным в Баварии.
Небольшие кубики бекона (называемые Grieben или Grammerln в Австрии и южной Германии) являются довольно важным ингредиентом различных блюд южной Германии. Их используют для придания аромата супам и салатам, а также для приготовления пельменей со шпиком и различных блюд из лапши и картофеля. Вместо того, чтобы готовить их дома из более крупных кусков мяса, их продают как полуфабрикаты Baconwürfel («кубики бекона») в магазинах Германии.

### Япония
В Японии бекон это солёное и копчёное мясо из грудинки, примерно такой же как в США, и продаётся либо в стандартном, либо в половинном размере. Бекон в Японии отличается от бекона в США тем, что не продаётся в сыром виде, а подвергается предварительной тепловой обработке и при приготовлении имеет консистенцию, напоминающую ветчину. Необработанная, нарезанная свиная грудинка под названием bara, очень популярна в Японии и используется в различных блюдах (например, якитори и якинику).

### Великобритания и Ирландия
Спинной бекон — самая распространенная форма в Великобритании и Ирландии, это обычное значение простого термина «бекон». Тонкий ломтик бекона называют «рэшер». Около 70 % бекона продается в виде рэшеров. Также доступны сильно обрезанные спинные отрубы, состоящие только из глазка мяса, называемые медальонами. Все виды бекона могут быть некопчёными или копчёными. Обычный американский боковой бекон называют полосатым беконом. Также используется длинный отруб, называемый средним беконом, который представляет собой спинной бекон с одной стороны и полосатый с другой. Применяются и другие, менее распространенные отрубы. Бекон также продаётся и подаётся в виде отрубов, обычно варёных или жареных, или в виде более толстых ломтиков, называемых отбивными или стейками. Обычно их едят вместе с другими блюдами.
В Великобритании некопчёный бекон называют «зелёным беконом». Жареные или приготовленные на гриле ломтики бекона входят в традиционный полный английский завтрак. Горячие бутерброды с беконом — популярное блюдо в кафе в Великобритании и Ирландии, и неофициально их рекомендуют как лекарство от похмелья.

### США
Сам по себе термин «бекон» обычно относится к боковому бекону, который является самым популярным видом бекона, продаваемым в США. Спинной бекон известен как «канадский бекон» или «бекон по-канадски» и обычно продаётся предварительно приготовленным и нарезанным толстыми ломтиками. Американские беконы включает разновидности бекона, копчёного в дыму от гикори или яблони и с приправами, такими как перец чили, коричневый сахар, мёд или патока. Ненарезанный бекон известен как «кусок бекона».
Правила Министерства сельского хозяйства США признают бекон консервированным только в том случае, если он был обработан синтетическими нитритами или нитратами (например, нитратом натрия или нитратом калия). Это означает, что бекон, обработанный нитритами, полученными из сельдерея или свёклы (который имеет тот же химический результат), должен быть помечен как неконсервированный и включать такую пометку, как «без добавления нитратов или нитритов, кроме тех, которые встречаются в сельдерее в природе». В продаже есть также бекон, не обработанный никакими нитритами.

## Бекономания

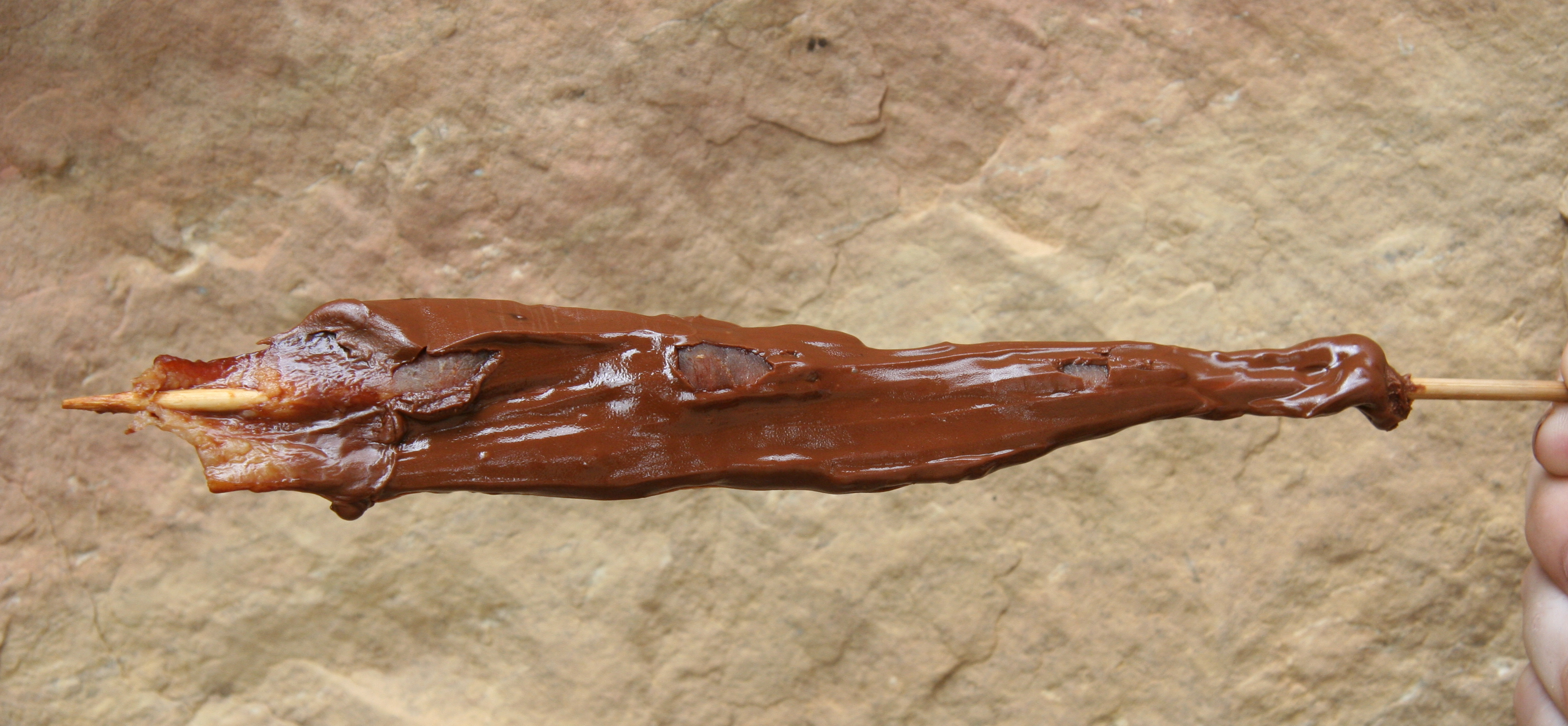
Бекон в шоколаде на палочке

В Соединенных Штатах и Канаде наблюдается рост популярности как самого бекона, так и рецептов с использованием бекона. Это явление получило название бекономания. С 2011 года продажи бекона в США значительно увеличились. Продажи выросли на 9,5 % в 2013 году и достигли в США рекордного уровня почти в 4 миллиарда долларов. Согласно опросу, проведённому компанией Смитфилд Фудс, 65 % американцев считают бекон своей национальной едой. Такие блюда, как «взрыв бекона», «бекон в стиле жареного цыплёнка» и бекон в шоколаде, были популяризированы через Интернет, равно как и использование засахаренного бекона. Рецепты быстро распространились через национальные СМИ, кулинарные блоги и YouTube. Рестораны организовывают и проводят вечера дегустации бекона и пива, The New York Times сообщила о беконе, настоянном на ирландском виски, который использовался для коктейлей ко Дню Святого Патрика, а известный шеф-повар Бобби Флей одобрил клуб «Бекон месяца» в Интернете, в печати и на национальном телевидении.
Комментаторы объясняют этот всплеск интереса к бекону ссылкой на то, что они считают американскими культурными особенностями. Элисон Кук, журналист Houston Chronicle, приводит доводы в пользу американской традиции, ссылаясь на историческое и географическое использование бекона. В ранней американской литературе, в стихотворении Эбенезера Кука 1708 года «Фактор сорняков», сатире на жизнь в начале колониальной Америки, рассказчик уже жалуется, что практически вся еда в Америке была приготовлена из бекона.
Из-за всплеска популярности бекона, по состоянию на декабрь 2016 года, национальные запасы замороженной свиной грудинки в США составляли 8,1 млн кг, что является самым низким показателем за 50 лет.

## Блюда с беконом

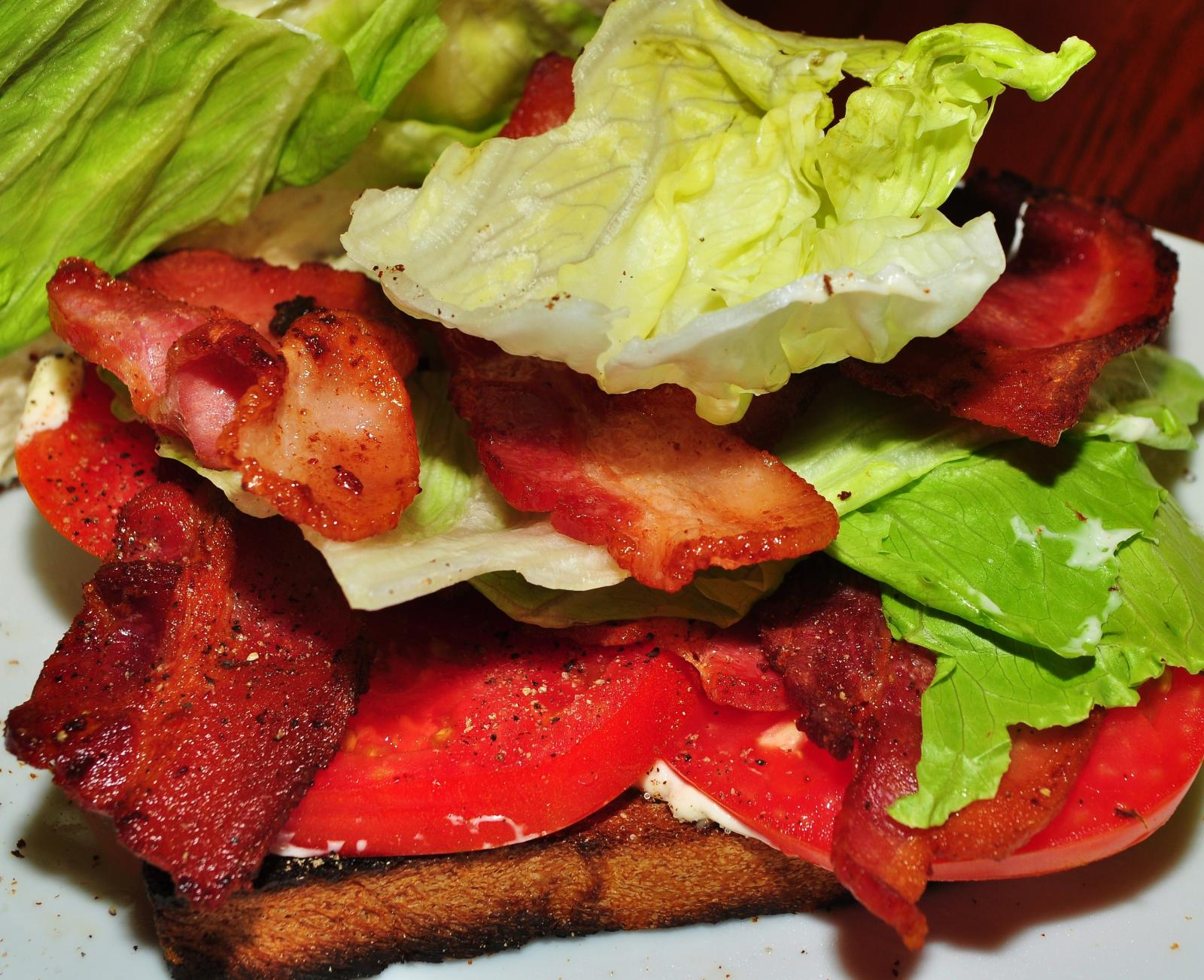
BLT сэндвич (бекон, салат, помидор)

Самые распространённые блюда с беконом — это яичница с беконом, сэндвич с беконом, салатом и помидорами (BLT сэндвич), салат Кобб и различные продукты, завернутые в бекон, например гребешки, спаржа или креветки. Недавно изобретённые блюда из бекона включают «бекон в стиле жареного цыплёнка», бекон в шоколаде, вяленое мясо с беконом, мороженое с беконом и «взрыв бекона». В продаже также имеется джем из бекона и мармелад из бекона.
В США и Европе бекон обычно используется в качестве вкусовой добавки к другим продуктам, часто в виде кусочков бекона. Полосатый бекон чаще используется в США в качестве начинки для пиццы, салатов, бутербродов, гамбургеров, печёного картофеля, хот-догов и супов. В США нарезанный спинной копчёный бекон используется реже, чем полосатый, но иногда встречается в пицце, салатах и омлетах.
Бекон также используется при приготовлении блюд. Например, мясной рулет в беконе, который можно смешать со стручковой фасолью или подать обжаренным со шпинатом.

## Жир бекона
Жир бекона при нагревании переходит в жидкое состояние, а при остывании превращается в сало. Он обладает сильным ароматом и используется для различных целей при приготовлении пищи. В британской кухне и кухне южных штатов США жир от бекона используется в качестве основы и как универсальный ароматизатор для всего, от подливки для кукурузного хлеба до заправки для салатов.
В Германии Griebenschmalz используется в виде пасты из бекона.
Бекон часто используется в технике приготовления, называемой бардингом, заключающейся в укладке или обертывании полосками бекона нежирного куска мяса для увеличения количества жира в блюде. Он часто используется для жарки дичи и представляет собой традиционный метод приготовления миньона из говяжьего филе, который перед приготовлением оборачивают полосками бекона. Сам бекон впоследствии можно выбросить или подавать в пищу, как шкварки. Его также можно нарезать салом.
Одна чайная ложка жира из бекона с очень небольшой дополнительной питательной ценностью содержит 38 килокалорий. Беконный жир насыщен примерно на 40 %. Несмотря на постулируемый риск для здоровья от чрезмерного употребления беконного жира, он остаётся популярным в кухне юга Америки.

## Питательные вещества
Один 10-граммовый ломтик приготовленного бокового бекона содержит 4,5 г жира, 3,0 г белка и 205 мг натрия. Содержание жира, белка и натрия варьируется в зависимости от способа отруба и приготовления.
68 % пищевой энергии бекона приходится на жир, почти половина которого — насыщенные жиры. Порция из трёх ломтиков бекона содержит 30 мг холестерина (0,1 %).

## Проблемы со здоровьем
Исследования неизменно показывают, что употребление обработанного мяса связано с повышенной смертностью и повышенным риском развития ряда серьёзных заболеваний, включая рак, сердечно-сосудистые заболевания и сахарный диабет 2-го типа. Хотя по состоянию на 2017 год эти связи не были однозначно установлены как причинные, они, скорее всего, таковы.
Бекон может содержать нитриты, которые могут образовывать канцерогенные нитрозамины. В Соединенных Штатах нитрит натрия не может превышать определенных уровней в беконе. В бекон можно добавить витамин С или эриторбат натрия, что значительно снижает образование нитрозаминов. Витамин E также снижает уровень нитрозаминов. Бекон, жареный при более высоких температурах, потенциально содержит больше нитрозаминов, чем бекон, жареный при более низких температурах.
По данным Всемирной организации здравоохранения, регулярное употребление обработанного мяса, такого как бекон, увеличивает вероятность развития колоректального рака на 18 %.

## Альтернативы
Для тех, кто не может или предпочитает не есть стандартный свиной бекон, было разработано несколько альтернатив и заменителей бекона: из говядины, курятины, индюшатины, сои и других продуктов.

### Бекон из индейки
Бекон из индейки — альтернатива бекону из свинины. Люди могут предпочесть бекон из индейки настоящему бекону из-за пользы для здоровья, религиозных запретов или по другим причинам. В беконе из индейки меньше жира и пищевой энергии, чем в настоящем беконе, но его можно использовать аналогичным образом (например, в сэндвиче BLT).

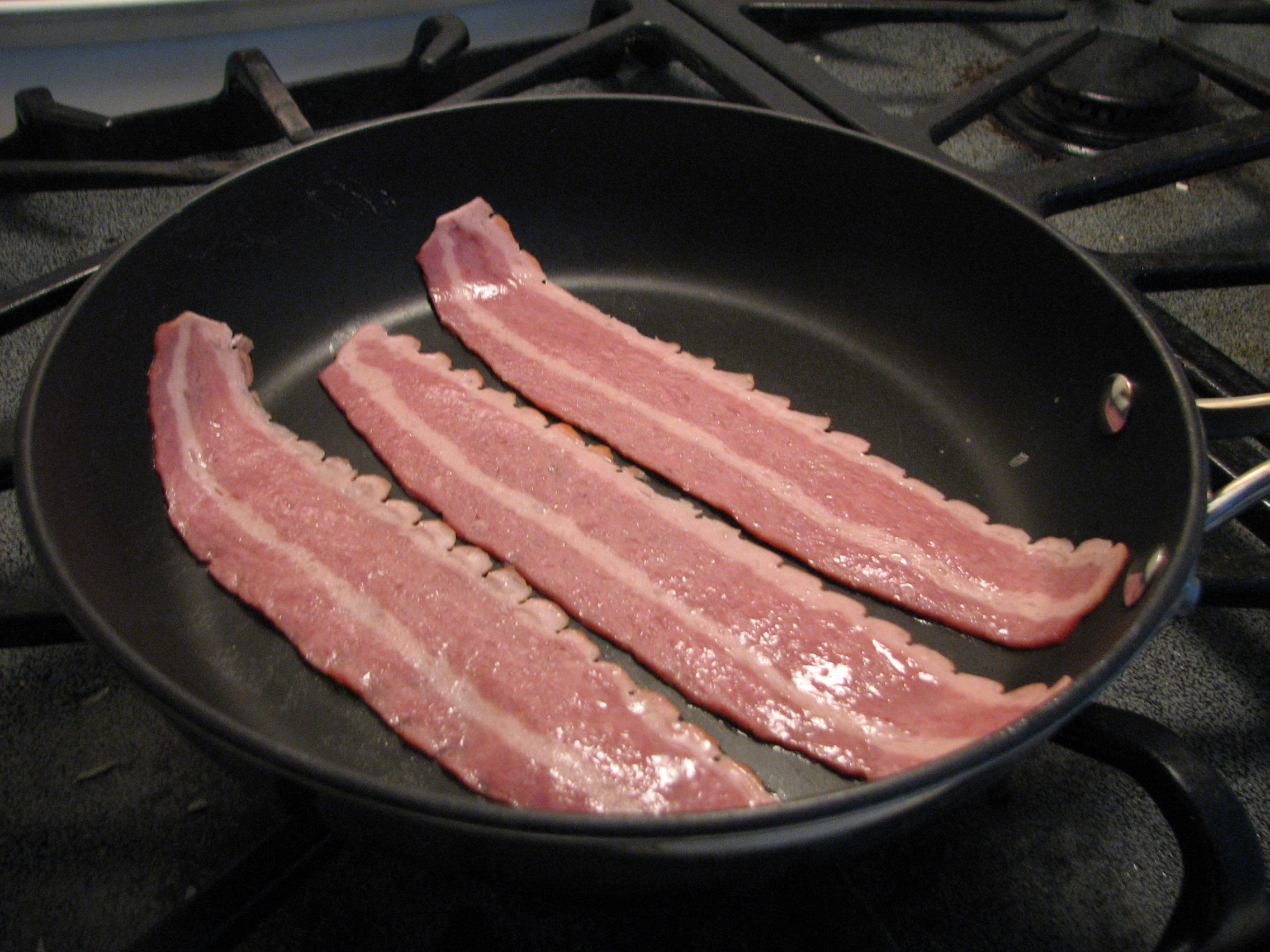
Приготовление бекона из индейки

Мясо для бекона из индейки получают из целой индейки, и его можно консервировать или не консервировать, коптить, рубить и перерабатывать в полоски, напоминающие бекон. Бекон из индейки готовится на сковороде. Консервированный бекон из индейки, приготовленный из тёмного мяса, может содержать менее 10 % жира. Низкое содержание жира в беконе из индейки означает, что он не ужаривается во время приготовления и имеет свойство прилипать к сковороде.

### Мекон
Мекон — еще одна альтернатива бекону, получаемая путем консервирования кусков баранины по технологии, аналогичной производству бекона. Исторически производившийся в Шотландии, он был распространён по всей Великобритании во время Второй мировой войны в результате нормирования продуктов. Сегодня он доступен как альтернатива бекону, производится для мусульманского рынка и продается в халяльных мясных лавках. По внешнему виду он во многом похож на свиной бекон, за исключением более тёмного цвета.

### Вегетарианский бекон
Еще одна альтернатива бекону — это вегетарианский бекон, также называемый феконом или веконом. В нём низкое содержание жира, он не содержит холестерина, но содержит большое количество белков и клетчатки. В двух ломтиках вегетарианского бекона примерно 74 килокалории. Вегетарианский бекон обычно готовят из маринованных полосок текстурированного соевого белка.

## Критика
Книга Сары Перри «Всё вкуснее с беконом» представляет собой поваренную книгу, делающую множество комплиментов бекону и его использованию в кулинарии.
С другой стороны, как и в случае с большинством производителей мясных продуктов, производители бекона подвергаются резкой критике за плохое обращение с животными на фермах. Было подано много петиций и протестов, направленных на повышение осведомленности общественности и изменение отношения производителей к своим свиньям. Многие из этих протестов увенчались успехом: например, после сообщения NBC News о тайном расследовании злоупотреблений на свиноферме, компания Tyson Foods расторгла контракт со свинофермой. Подобно расследованию NBC, общество защиты животных Соединённых Штатов (HSUS) изучало положение дел в Seaboard Foods, одной из свиноводческих компаний, поставляющих продукцию в сеть Walmart. По данным HSUS, со свиньями плохо обращались и злоупотребляли. Представитель Walmart Дайана Джи сказала: «Как только мы узнали об обвинениях, мы немедленно обратились к Seaboard, чтобы начать расследование проблемы … В ожидании нашего обзора мы предпримем все необходимые действия». Существуют также петиции направленные против плохого обращения со свиньями, во многих из которых заявляется, что нынешнее обращение со свиньями на фермах является жестоким и неэтичным.

## Продукты со вкусом бекона
Популярность бекона в Соединенных Штатах привела к появлению ряда коммерческих продуктов, которые обещают добавку вкуса бекона к любому блюду без трудозатрат на его приготовление или предполагаемых отрицательных качеств бекона.

### Кусочки бекона

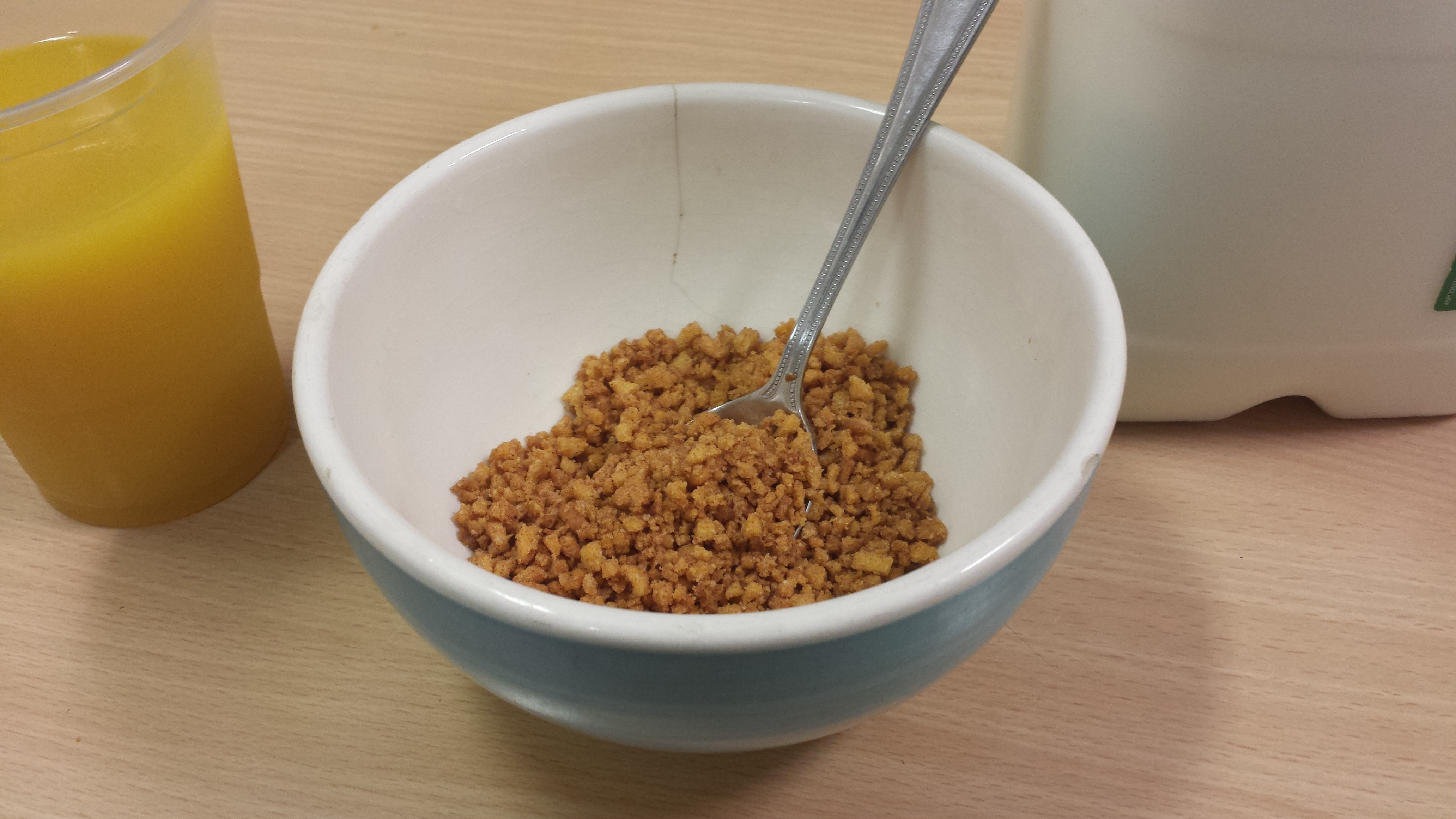
Кусочки бекона

Кусочки бекона часто добавляют в салат или картофель. Также они являются обязательным ингредиентом салатных баров. Их изготавливают из маленьких раскрошенных кусочков бекона. На промышленных предприятиях их готовят в микроволновых печах непрерывного действия. Подобные бекону продукты производятся из ветчины или индейки, а аналоги — из текстурированного растительного белка, искусственно ароматизированного запахом бекона.

### Другие продукты со вкусом бекона
Существует также широкий ассортимент других продуктов со вкусом бекона, в том числе соль со вкусом бекона (Bacon Salt), беконнез (майонез со вкусом бекона), Bacon Grill (консервированное мясо, похожее на SPAM) и мороженое с беконом.